# برنی فگان
برنی فگان (انگلیسی: Bernie Fagan؛ زادهٔ ۲۹ ژانویهٔ ۱۹۴۹) بازیکن فوتبال اهل بریتانیا است.
از باشگاه‌هایی که در آن بازی کرده‌است می‌توان به باشگاه فوتبال نورث‌همپتون تاون اشاره کرد.